# 実はる那
実 はる那（じつ はるな、1986年7月4日 - ）は、日本のアイドル、タレント、ファッションモデル、レースクイーン。奈良県出身。かつては、ホリプロ大阪支社に所属していた。

## 人物
- 趣味・特技はスノーボード、カラオケ、バスケットボール、剣道。
- 名前は芸名ということを明かしているが、本名は公開していない。
- ホリプロ大阪当時は、HOP CLUB、レースクイーン、モデル、レポーターなどで活躍していた。
- 2010年4月3日「イケイケ GO!GO! HOP CLUB」DVD発売記念イベントでのHOP CLUB卒業式でHOP CLUBを卒業した。その後、ホリプロ大阪から離籍、現在東京を拠点に活動している。

## 出演

### テレビ番組

#### 過去
- サンガ@LOVE（KBS京都）
- 寛平・靖の必見マル秘住宅（朝日放送）
- わかやまナイズ（テレビ和歌山）
- LOVE&HOP（エンタ!371）
- サバゲッチュ（サンテレビ）
- 優子がゼッタイ!（中京テレビ）
- BSブランチ（BS-i）
- ブラマヨ・チュートのまる金TV（よみうりテレビ） マスコットガール
- 秘密のケンミンSHOW（2008年05月15日、日本テレビ）連続テレビドラマ Vol.20「奈良県の中心で愛を叫ぶ」ヒロイン役
- マヨブラ流（よみうりテレビ） カバーガール
- チュー'sDAYコミックス 侍チュート!（毎日放送）
- ホップ!ステップ!シャンプー!（朝日放送） リポーター
- 爆笑ちゃやまち広告社（毎日放送） 秘書
- おはよう朝日です（朝日放送） リポーター

### ラジオ番組
- プレイランド・シガ（e-radio） コーナー担当（月間実話（じつばな））

### 舞台
- ミュージカル 下妻物語（2005年6月）

## 活動
レース
- 2006,2007,2008 SUPER GT NISMO AUTECH レースクイーン
- 2009 SUPER GTイメージガール「angelic」（アンジェリック）

ファッションショー
- 神戸コレクション2006

イベント
- 2007 東京オートサロン,大阪オートメッセ 日産自動車ミスフェアレディー
- 2008～2009 東京オートサロン avexキャンペーンガール
- 2008～2009 大阪オートメッセイメージガール

## 作品
DVD
- 私の取説（2006年5月、ベガファクトリー）
- くちびるSTYLE（2009年5月、イーネット・フロンティア）